# 皮膜

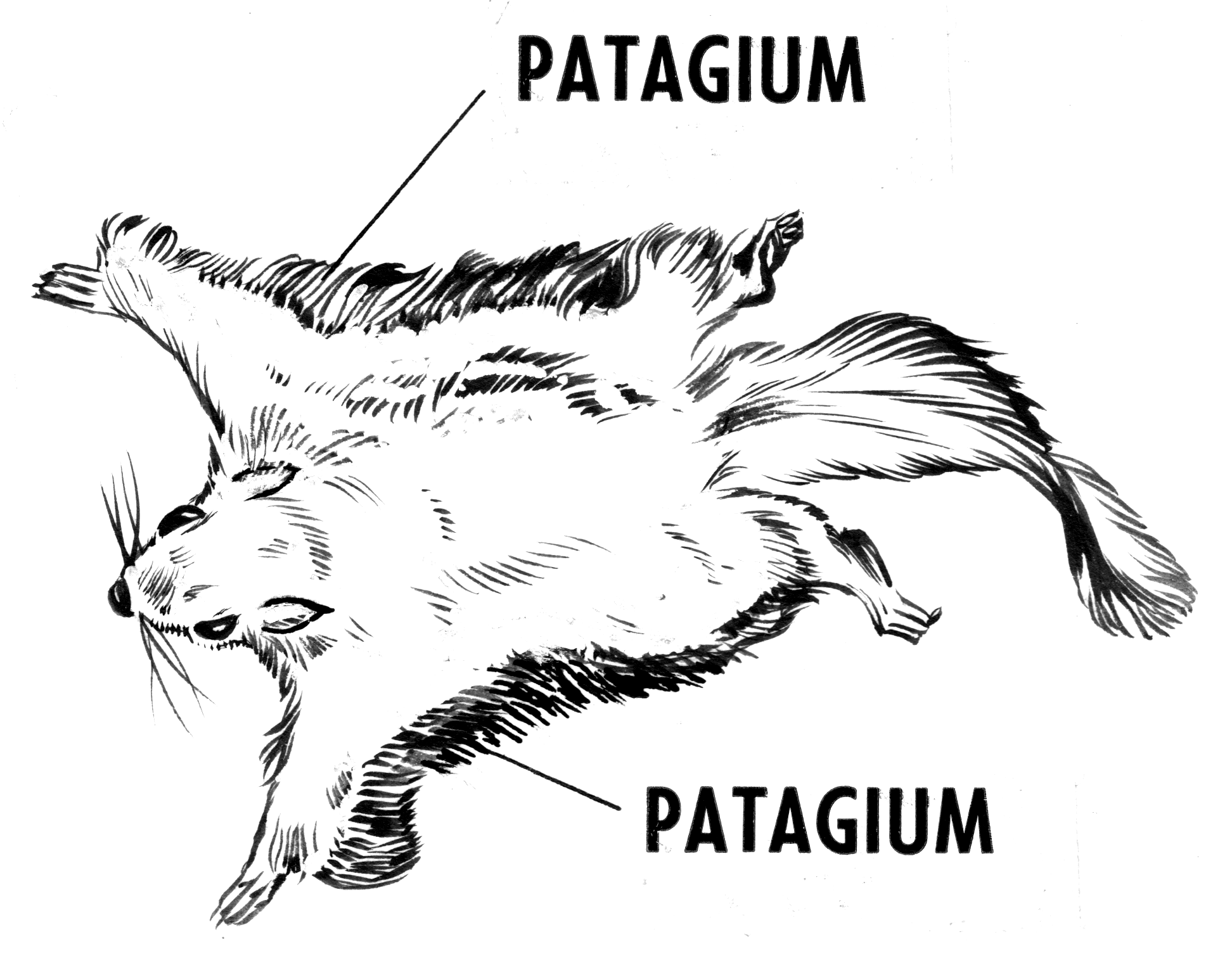
鼯鼠身上的皮膜

patagium (複數型： patagia)是一種皮膜，協助動物滑翔或飛行。皮膜可發現於現生與滅絕的動物身上，包含蝙蝠、擅攀鸟龙科恐龙、翼龍、飛蜥、飛蛙、飛蛇、鼯鼠。若皮膜延伸至動物的後足之間稱之為 uropatagium (尤其對蝙蝠) 或interfemoral membrane。

## 蝙蝠

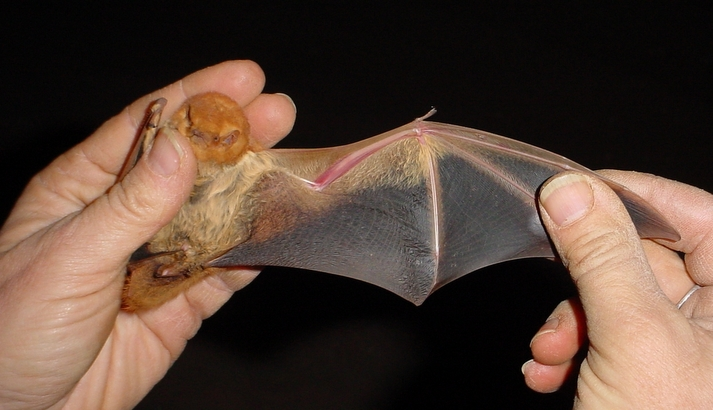
沙漠红蝙蝠由皮膜與手指骨構成的翅膀(Lasiurus blossevillii)

蝙蝠的翅膀是以手指骨為支架，由皮膚延伸的皮膜連接各手指，並與前肢、後肢和身體相連所形成。
皮膜在蝙蝠身上可分為四個部位：
1. Propatagium：由頸部至第一指節之間的皮膜。
2. Dactylopatagium：各手指之間的皮膜。
3. Plagiopatagium：最後一隻手指與後腿之間的皮膜。
4. Uropatagium：兩後肢之間的皮膜。